# Robert Dantzer
Pour les articles homonymes, voir Dantzer.
 (janvier 2018).
Robert Dantzer est né en 1944. Il est neurobiologiste et directeur de recherche honoraire à l'INSERM.

## Biographie
Après des études vétérinaires et un doctorat ès sciences (1967), à Toulouse, il est directeur de recherche à l’INRA puis directeur de l’Unité de recherches de neurobiologie intégrative de l’Inserm, à Bordeaux.
Il a été membre du Comité scientifique de la santé animale et de la protection animale, à Bruxelles.
Il est auteur de livres et d'articles sur les émotions, les relations stress-maladie et le stress en élevage intensif.

## Ouvrages
- Les Émotions, Paris, Puf, coll. « Que-sais-je ? », [1993], 2002  (ISBN 2-13-052771-X).
- Introduction à la psychologie de la santé, avec Marilou Bruchon-Schweitzer, Puf.
- L'Illusion psychosomatique, Seuil, coll. « Points », 1992.